# Замок Еггенберг
Палац-замок Еггенберг (нім. Schloss Eggenberg) — найбільша аристократична резиденція Штирії. З його збереженим оздобленням, великими мальовничими садами, а також деякими спеціальними колекціями з Універсального музею Йоаннеум, розміщених у палаці та навколишньому парку, замок Еггенберг входить до числа найцінніших культурних скарбів Австрії. Палац Еггенберг розташований на висоті 381 метр на західній околиці міста. Його архітектурний дизайн і все ще помітний відбиток багатовікової історії продовжують свідчити про мінливості та заступництво колись наймогутнішої династії Штирії, дому Еггенбергів.
У 2010 році значення замку Еггенберг було визнано розширенням до списку історичного Старого міста Грац серед об’єктів Світової спадщини ЮНЕСКО.

## Історія та опис
Маєток звелів звести в 1625 році князь Еггенберг, фаворит і найближчий радник імператора Фердинанда II, своєрідний австрійський Рішельє. Його улюблений архітектор — Джованні П'єтро де Поміс, пам'ятаючи про захоплення князя астрологією, спроектував будівлю в дусі гармонії епохи Відродження. До складу палацово-паркового комплексу увійшла й пізньоготична каплиця, побудована раніше предками князя.
Згідно з архітектурним проектом де Поміса, у замку все було покликане нагадувати про плин часу і рух зірок: чотири бічні вежі символізують пори року, 52 кімнати — кількість тижнів у році, 24 службових приміщення — кількість годин у добі. За деякими підрахунками, в резиденції рівно 365 вікон, за кількістю днів у році. Астрономічна іконографія відображена й у фресках центральної Зали планет, в оранжереї і в найстарішій частині саду.
Будівництво замку остаточно завершилося вже після смерті замовника в 1635 році. Основні оздоблювальні роботи велися у 1641—1646 роках. У 1666 році онук князя Еггенберга доручив художнику Гансу Вайсенкірхеру створити спеціально для замку 600 мальовничих робіт, які й дотепер прикрашають його стіни. Після смерті останнього нащадка роду Еггенбергів замок успадкували їхні родичі, Герберштейни; вони володіли резиденцією до 1939 року. У XVIII столітті замок був заново мебльований у стилі рококо.
У 1939 році замок перейшов від Герберштейнів до уряду землі Штирія. Він входить до складу Художнього музею. Частина приміщень використовується для розміщення археологічної експозиції, перлина якої — Штретвегський культовий віз.